# Sous-région de Joensuu
La sous-région de Joensuu (finnois : Joensuun seutukunta) est une sous-région de Carélie du Nord en Finlande. 
Au niveau 1 (LAU 1) des unités administratives locales définies par l'Union européenne elle porte le numéro 122.

## Municipalités
La sous-région de Joensuu est composée des municipalités suivantes :
| Blason               | Municipalité               |
| -------------------- | -------------------------- |
| Ilomantsin vaakuna   | Ilomantsi (municipalité)   |
| Joensuun vaakuna     | Joensuu (ville)            |
| Juuan vaakuna        | Juuka (municipalité)       |
| Kontiolahden vaakuna | Kontiolahti (municipalité) |
| Liperin vaakuna      | Liperi (municipalité)      |
| Outokummun vaakuna   | Outokumpu (ville)          |
| Polvijärven vaakuna  | Polvijärvi (municipalité)  |

## Population
Depuis 1980, l'évolution démographique de la sous-région de Joensuu est la suivante:
| Année      | 1980    | 1985    | 1990    | 1995    | 2000    | 2005    | 2010    | 2015    |
| ---------- | ------- | ------- | ------- | ------- | ------- | ------- | ------- | ------- |
| population | 116 164 | 118 143 | 119 992 | 122 560 | 121 287 | 122 032 | 122 985 | 124 744 |

## Politique
Les résultats de l'élection présidentielle finlandaise de 2018:
- Sauli Niinistö   63.9%
- Pekka Haavisto   11.0%
- Paavo Väyrynen   6.9%
- Laura Huhtasaari   6.7%
- Matti Vanhanen   4.7%
- Tuula Haatainen   3.8%
- Merja Kyllönen   2.6%
- Nils Torvalds   0.4%